# Félicité du Jeu
Félicité du Jeu est une actrice française qui a vécu et travaillé douze ans en Angleterre.
Elle est connue au Royaume-Uni pour son rôle de DC Stella Goodman dans Meurtres en sommeil de 2005 à 2009, et en France pour celui de l'adjudant Fanny Caradec dans Section de recherches de 2009 à 2011.

## Biographie
Félicité du Jeu est née en France d'un père franco-anglais et d'une mère suédoise.
En 1996, elle fait ses débuts de comédienne et monte pour la première fois sur scène pour jouer Marianne dans L'Avare de Molière. En 1997, après avoir suivi l’enseignement du cours Jean Périmony à Paris, elle reçoit le prix Louis Jouvet. La même année, elle monte sur les planches au Théâtre de Boulogne dans Le Jeu de l'amour et du hasard de Marivaux. L'année suivante, en 1998, elle joue dans On ne badine pas avec l'amour d'Alfred de Musset mis en scène par Jean-Claude Brialy, et dans Le Bourgeois gentilhomme de Molière mis en scène par Gérard Savoisien.
En 1998, elle part s’installer à Londres (Royaume-Uni) pour des raisons familiales. Bilingue (français-anglais) depuis toute petite, elle n'a aucun mal à intégrer le milieu artistique anglais. Pendant trois ans, elle suit une formation à la London Academy of Music and Dramatic Art. En 2003, elle est nommée pour un Ian Charleson Award pour son interprétation du rôle de la princesse Katherine dans Henry V de Shakespeare au National Theatre.
En 2002, elle tourne dans Play Back, un court-métrage de Richard Bean réalisé dans le cadre de Talents Cannes, une sélection de jeunes acteurs qui pourraient être les stars de demain.
Elle joue dans plusieurs courts-métrages et séries britanniques telles qu'Hercule Poirot en 2004. Mais elle se fait surtout connaître du public anglo-saxon en jouant DC Stella Goodman de 2005 à 2009 dans la série Meurtres en sommeil de la BBC. Elle fait également des apparitions au cinéma dans de petits rôles dans de grands films : Munich de Steven Spielberg en 2005, Une grande année de Ridley Scott et Casino Royale de Martin Campbell en 2006.
En 2009, elle quitte tout en une semaine et demie et revient en France pour jouer le rôle de l'adjudant Fanny Caradec dans la série Section de recherches de TF1. Elle quitte la série en 2011, mettant sa carrière entre parenthèses pour mettre au monde une petite fille.

## Filmographie

### Cinéma
- 2002 : Le Déserteur (Simon: An English Legionnaire) de Martin Huberty : Nicole
- 2002 : Nine 1/2 Minutes, court-métrage de Josh Appignanesi et Misha Manson-Smith : Saskia
- 2003 : Play Back, court-métrage de Richard Bean
- 2004 : The Computer Virus, court-métrage de Jesse Chambers
- 2004 : Pellis, court-métrage de Yann Gozlan
- 2004 : Fakers de Richard Janes : Kelly Potrelli
- 2004 : Moving On, court-métrage d'Albert Kodagolian
- 2004 : Délires d'amour de Roger Michell : Fille dans la voiture de Logan
- 2005 : Song of Songs de Josh Appignanesi : Abigail
- 2005 : Munich de Steven Spielberg : La jeune banquière suisse
- 2006 : Une grande année de Ridley Scott : L'hôte
- 2006 : Casino Royale de Martin Campbell : La journaliste française

### Télévision

#### Téléfilms
- 1998 : Quand un ange passe de Bertrand Van Effenterre : Marie Chou
- 1999 : Nouvelle vie, nouvelle donne de Francesco Massaro : L'étudiante

#### Séries télévisées
- 1999 : The Vice : Stacey (1 épisode)
- 2002 : The Vice : Stacey (1 épisode)
- 2004 : Hercule Poirot : Louise Bourget, la femme de chambre (épisode Mort sur le Nil)
- 2005 : Ultimate Force : Sophie Scott (1 épisode)
- 2005 : Holby City : Jan Thomas (1 épisode)
- 2005-2009 : Meurtres en sommeil : DC Stella Goodman (saisons 5 à 9)
- 2009 : Pigalle, la nuit : Elizabeth (1 épisode)
- 2010 : Raw : Lara (1 épisode)
- 2009-2011 : Section de recherches : Adjudant Fanny Caradec (saisons 5 à 7)
- 2014 : Meurtres au paradis : Natasha Thiebert (saison 3 épisode 4)

## Théâtre
- 1996 : L'Avare de Molière, mise en scène Jean-Pierre André : Marianne (Triangle)
- 1997 : Le Jeu de l'amour et du hasard de Marivaux, mise en scène Jean-Pierre André : Sylvia (Triangle)
- 1998 : On ne badine pas avec l'amour d'Alfred de Musset, mise en scène Jean-Claude Brialy : Camille
- 1998 : Le Bourgeois gentilhomme de Molière, mise en scène Gérard Savoisien : Lucile
- 2003 : Henri V de William Shakespeare, mise en scène Nicholas Hytner : Princesse Katherine (Royal National Theatre, Londres)
- 2004 : House and garden d'Alan Ayckbourn, mis en scène Tim Luscombe : Lucille Cadeau (Salisbury Playhouse, Salisbury)

## Distinctions

### Récompenses
- Talents Cannes 2002